# Estadio Provincial de Yacuiba
Estadio Provincial de Yacuiba (Yacuibas provinsstadion), är en fotbollsstadion i staden Yacuiba och hemmaarena för det lokala fotbollslaget Club Petrolero. Fotbollsstadion ligger cirka 250 meter ifrån gränsen till Argentina i stadsdelen San José Obrero.
Den 7 juni 2017 spelades den första landskampen på stadion, en vänskapsmatch mellan Bolivia och Nicaragua som slutade 3-2 till Bolivia.